# 1803 Цвікі
1803 Цвікі (1803 Zwicky) — астероїд головного поясу, відкритий 6 лютого 1967 року.
Тіссеранів параметр щодо Юпітера — 3,426.
Названо на честь Фріца Цвікі (нім. Fritz Zwicky, 1898 — 1974) — американського астронома швейцарського походження.